# 铁传递蛋白受体1
铁传递蛋白受体1（英語：Transferrin receptor protein 1 (TfR1)），又叫分化群CD71，在人类是由TFRC基因编码的蛋白质。铁从运铁蛋白通过胞吞作用转运到细胞需要TfR1。